# Microbotryum violaceum
Microbotryum violaceum är en svampart som först beskrevs av Christiaan Hendrik Persoon, och fick sitt nu gällande namn av G. Deml & Oberw. 1982. Microbotryum violaceum ingår i släktet Microbotryum och familjen Microbotryaceae.   Inga underarter finns listade i Catalogue of Life.

## Bildgalleri

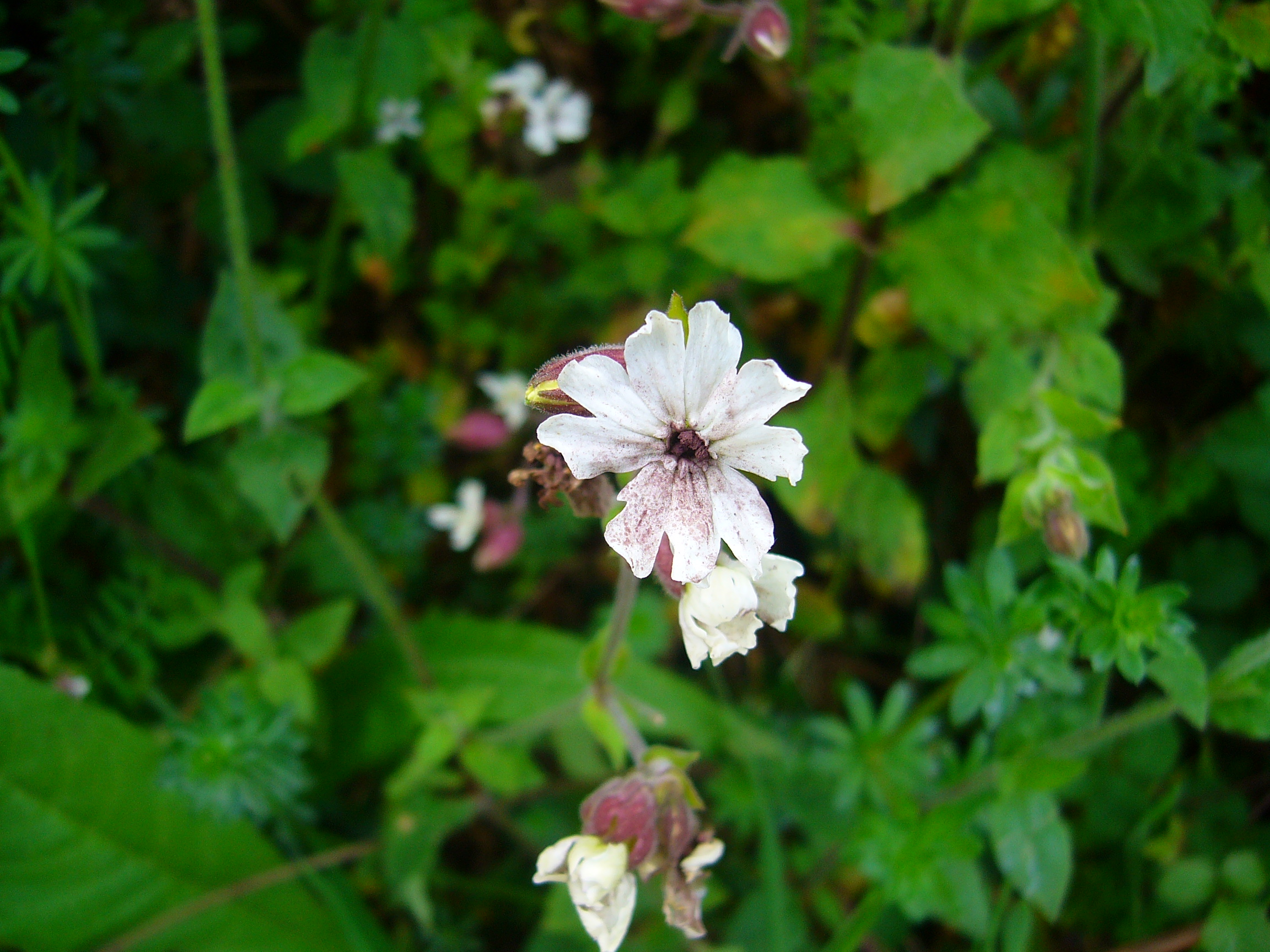